# Depresiunea Greci
Depresiunea Greci este o depresiune marginală situată în vestul munților Măcinului.

## Date geografice
Se află la baza zonei înalte a culmii principale și este drenată de o serie de vai torențiale fără debit permanent, apa fiind transportată spre Brațul Măcin  de către pârâul Greci, situat la sud de localitatea Greci. În depresiune se află un lac cu regim permanent – Lacul Sărat (aflat înte Măcin și Greci), și Lacul Slatina, cu o suprafață foarte redusă și acoperit în cea mai mare parte cu vegetație de sărătură.
Depresiunea adăpostește satul Greci și are ca axă principală de transport rutier DN22D.
Comunică la sud-vest prin Pasul Priopcea cu Depresiunea Cerna-Mircea Vodă